# AnfaPlace Mall
L'AnfaPlace Mall (anciennement AnfaPlace Shopping Center) est un centre commercial marocain situé au boulevard de la corniche de Aïn Diab à Casablanca, la capitale économique du Maroc, inauguré le 8 février 2013,,,.
S'étendant sur plus de 30 000 m2 de superficie commerciale, le centre commercial dispose d'un rez-de-chaussée et de deux étages d’espaces commerciaux, le premier étant principalement dédié aux boutiques et magasins divers et le deuxième à la restauration rapide, et possède deux niveaux de parking en sous-sol, offrant plus de mille places de stationnement réparties sur les deux niveaux souterrains dédiés,.

## Caractéristiques

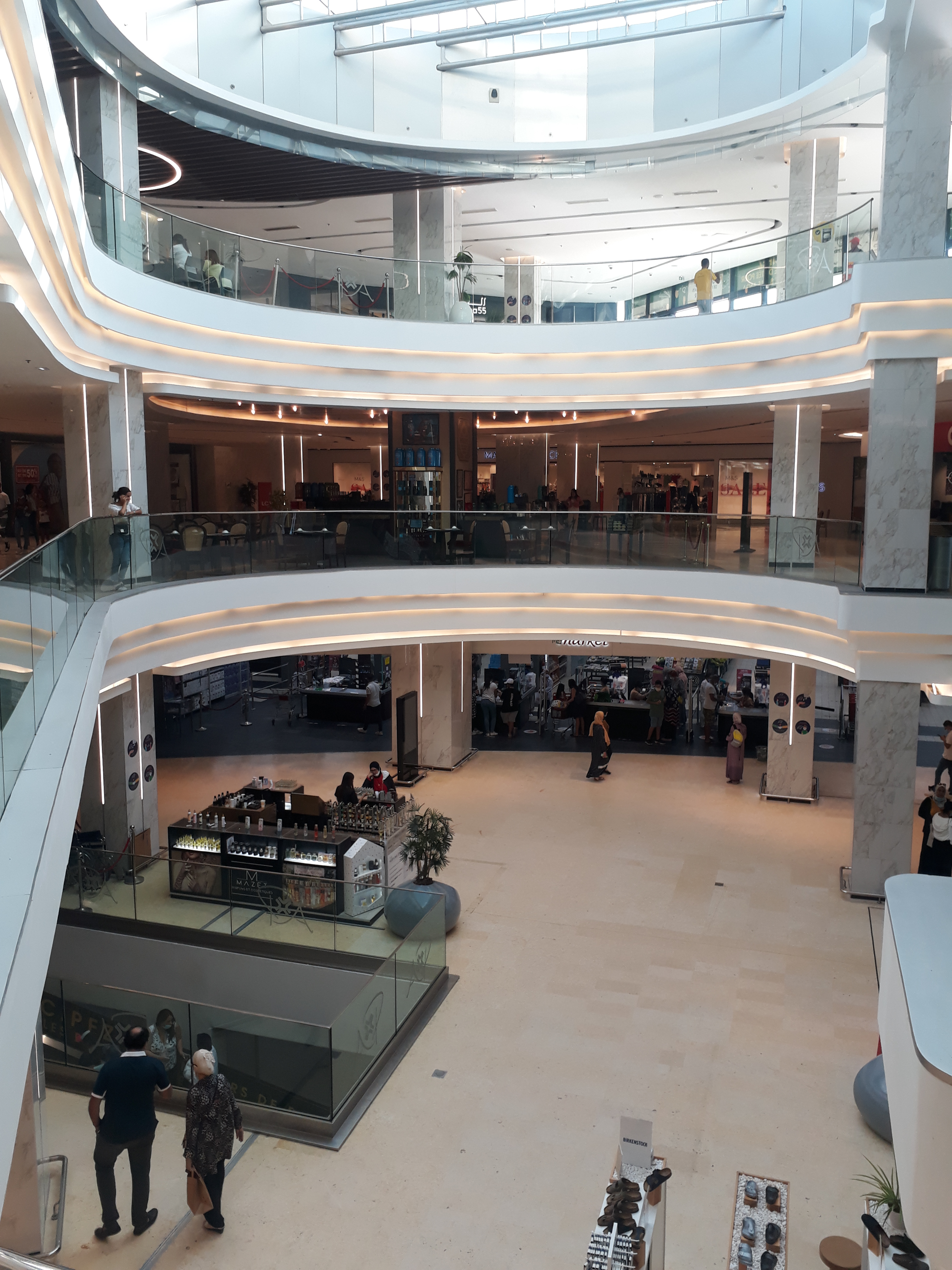
L'intérieur du centre, en septembre 2021.

L'AnfaPlace Mall est composé de plus de 30 000 m2 de superficie commerciale et dispose d'un rez-de-chaussée et de deux étages d’espaces commerciaux, le premier étant principalement dédié aux boutiques et magasins divers et le deuxième à la restauration rapide, une zone extérieure et deux niveaux de parking en sous-sol, offrant plus de mille places de stationnement réparties sur deux niveaux souterrains dédiés,.
Depuis son inauguration en 2013, plusieurs enseignes ont ouvert leurs portes à l'AnfaPlace Mall, dans le domaine du prêt-à-porter, des vêtements de sport, des chaussures, de la joaillerie ou des accessoires de mode.
À cela s'ajoute un accès direct et gratuit vers la plage de Aïn Diab depuis le RDC en zone extérieur et l'intégration de la résidence de tourisme Pestana Four Seasons Hotel. Des poussettes pour bébés et des fauteuils roulants sont mis à disposition gratuitement et deux salles de prière pour femmes et hommes avec salles d’ablutions dédiées sont trouvables au premier niveau souterrain du parking.
AnfPlace est comparable au Morocco Mall, un centre commercial inauguré deux années plus tôt en 2011 dans la même ville, similaire mais beaucoup plus grand et fréquenté.

## Histoire
Le centre commercial AnfaPlace Mall a été inauguré le 8 février 2013 à Casablanca,,, et représentait l'un des premiers centres commerciaux modernes du Maroc après l'ouverture du Morocco Mall le 5 décembre 2011 un peu plus loin dans la même ville,,,.
En 2014, le groupe d’investissement Grit Real Estate devient propriétaire d’AnfaPlace Mall et décide de lancer une vaste étude visant à repositionner le Mall en tant que destination familiale et de mode de vie pour un plus grand nombre de visiteurs.
En novembre 2018, le groupe Grit Real Estate, alors actuel propriétaire du centre commercial, investi 25 millions de dollars pour financer un chantier de rénovation de l'AnfaPlace Mall avec pour objectifs principaux de proposer un aménagement intelligent de l'air de restauration situé au deuxième étage et ajouter une touche de modernité aux lieux ainsi que l'optimisation des espaces verts à l'intérieur et à l'extérieur du complexe tout en restant partiellement ouvert et mobilise un total de 120 ouvriers de construction afin d'assurer la continuité des travaux,.
En été 2019, les travaux de réaménagement sont finalement achevés après 8 mois de chantier et le centre en profite par la même occasion de renouveler son identité visuelle qui sera composé de quatre boomerangs chacun possédant une couleur vive symbolique : le bleu pour l’océan, le jaune pour le symboliser soleil, le rouge pour montrer le nouveau décor et la couleur verte pour marquer l’air et la végétation,,,,,.
Le 19 mars 2020, l'AnfaPlace décide de fermer temporairement ses portes à la suite du confinement national et des restrictions sanitaires liées à la pandémie de Covid-19 au Maroc, à l'exception du supermarché Carrefour Market Label'Vie, de la pharmacie du centre et des banques Bank of Africa et Attijariwafa Bank qui resteront ouverts afin d’assurer la continuité des services et d’approvisionnement des produits de première nécessité,.
Le 25 juin 2020, le complexe rouvre ses portes à la suite d'un peu plus de trois mois de fermeture en appliquant désormais les comportements-barrière contre la maladie à coronavirus 2019 et la désinfection de tous les locaux et en mettant à disposition des distributeurs de solution hydroalcoolique au niveau des entrées, des allées, des ascenseurs et près des escalators,.
Le 30 juin 2021, la Fondation Attarik organise jusqu'au 30 août 2021 dans le centre une exposition artistique intitulée « Les Météorites : Messagères du Ciel » portant sur les météorites devant le magasin LC Waikiki, coïncidant avec la Journée internationale des astéroïdes, avec pour but de susciter l’intérêt des Marocains quant à l’importance de l’éducation, des sciences, de l’écologie du ciel, de l’énergie durable et de la préservation du patrimoine naturel marocain. À l'intérieur se trouvent des reproductions de planètes, de la navette spatiale Challenger et de la fusée Apollo, et ainsi qu’une maquette de ciel étoilé et une autre de cratère d’impact. Ces reproductions sont mises en place en partenariat avec les ambassades des États-Unis et de France au Maroc ainsi que la Fondation Atlas Dark Sky,,,,,.